# Lovers of the Red Sky

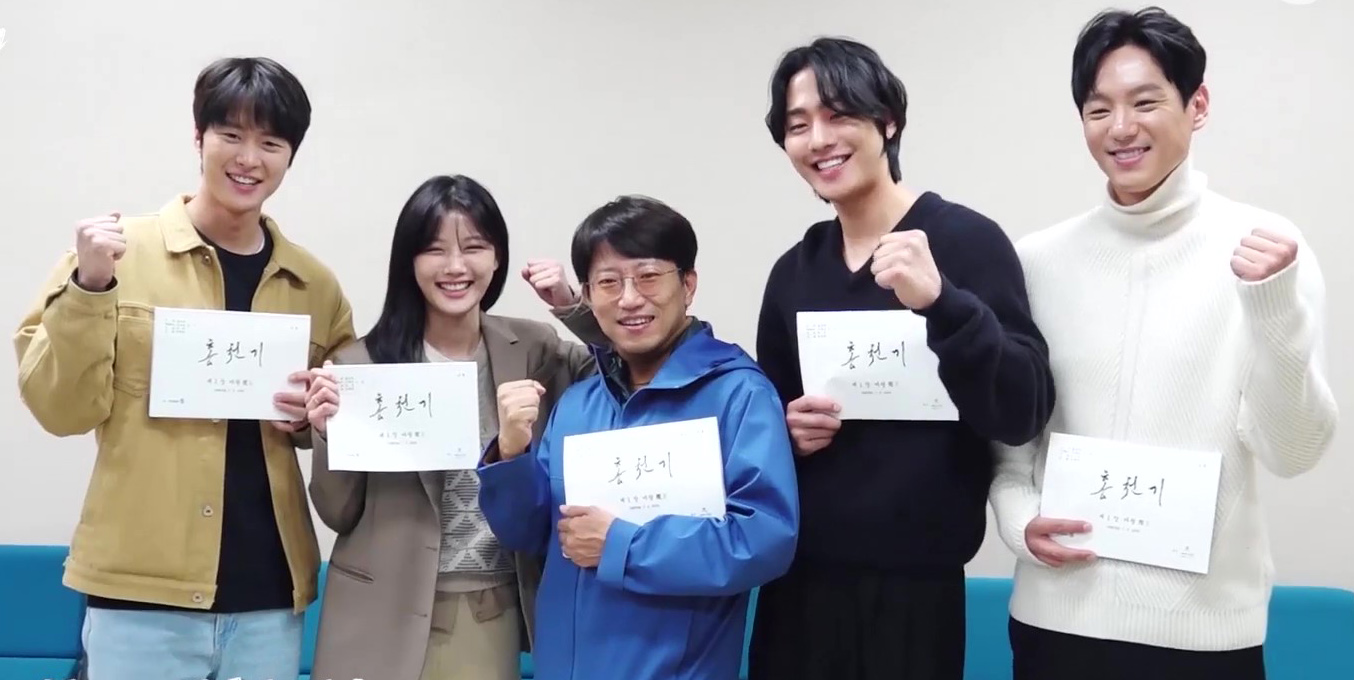
Elenco y director de Lovers of the Red Sky en la lectura de guion en noviembre de 2020.

Lovers of the Red Sky (Hangul: 홍천기; Hanja: 紅天機; RR: Hong Cheon-gi) es una serie de televisión surcoreana transmitida del 30 de agosto de 2021 al 26 de octubre de 2021 a través de la SBS.
La serie es una adaptación de la novela "Hong Chun-gi" escrita por Jung Eun-gwol, que cuenta la historia de la pintora Hong Chun-gi y el astrónomo Ha Ram.

## Sinopsis
La serie cuenta la historia de la misteriosa Hong Chun-gi, la única pintora femenina en la dinastía Joseon, que entra en el palacio por primera vez con una visión y unas habilidades estéticas extraordinarias.
Así como su terrible destino y su amor fatídico con Ha Ram, un joven astrólogo que tiene la habilidad de leer las estrellas a pesar de haber perdido la vista en un accidente durante una ceremonia, por lo que sus ojos se tornan de color rojo.
Por otro lado el Príncipe Anpyeong, es el romántico pero solitario tercer hijo del Rey Sejong, ama el arte, por lo que luego de conocer a Chun-gi y quedar cautivado con sus pinturas se hace su amigo, poco a poco se enamora de ella, aunque Chun-gi no siente lo mismo.

## Reparto

### Personajes principales
| Actor                       | Personaje                     | N.º de episodios | Notas |
| --------------------------- | ----------------------------- | ---------------- | --- |
| Ahn Hyo-seop Choi Seung-hun | Ha Ram (Il Wol-sung)          | 16 -             | Es un joven funcionario de Seomungwan (una organización gubernamental a cargo de la astronomía, la geografía, el calendario, almanaque, pronóstico del tiempo). Dentro del palacio es un funcionario favorecido que tiene la confianza del Rey y aunque no puede ver, tiene una asombrosa habilidad para leer el cielo y las constelaciones. Aunque tiene una actitud honesta y una apariencia elegante, algunas personas le temen a sus ojos, los cuales están teñidos de rojo. Por otro lado, Ha Ram también lleva una doble vida como Il Wol-sung, el jefe de la organización de inteligencia "Wol Sung Dang", Wol -sung, usa una máscara para ocultar su verdadera identidad y la razón por la que asumió esta identidad está relacionada con la forma en la que consiguió el color de sus ojos. |
| Kim Yoo-jung Lee Nam-gyeong | Hong Chun-gi                  | 16 -             | Es una pintora que entró en Dohwawon por primera vez en Joseon. Nació ciega, pero milagrosamente abrió los ojos. |
| Gong Myung Kim Jung-cheol   | Príncipe Anpyeong (Lee Young) | 2-16 -           | Es el tercer hijo del Rey Sejong, un joven que parece ser un romántico de espíritu libre pero que en realidad esconde una profunda soledad |
| Kwak Si-yang Park Sang-hoon | Príncipe Suyang (Yi Yu)       | -                | Es un hombre cruel, ambicioso y confiado, que está decidido a convertirse en rey a toda costa. |

### Personajes secundarios
| Actor          | Personaje      | N.º de episodios | Notas |
| -------------- | -------------- | ---------------- | --- |
| Jo Sung-ha     | Rey Sejong     | -                | Es un monarca elogiado como un rey santo y sabio, quien sueña con un mundo pacífico, pero que le teme a la aparición de un rey demonio inmortal, que traerá consigo sangre y guerra.                                      |
| Lee Bo-hee     | Reina So Hun   | -                | |
| Jang Hyun-sung | Han Geon       | -                | Es un maestro de la pintura de paisajes y el pintor más importante de su tiempo. |
| Kim Kwang-kyu  | Choi Won-ho    | -                | Es la persona encargada de manejar al grupo de pintura, así como el encargado de ayudar a Hong Chun-gi a mejorar su talento y animándola a seguir el camino de un artista. Muestra su lado humano a través de sus quejas. |
| Chae Gook-hee  | Mi Soo         | -                | Es una gukmudang (la persona cargo de las ceremonias religiosas del estado(. |
| Yoon Sa-bong   | Kyun Joo-daek  | -                | Es la ama de llaves del grupo de pintura y la persona que ha cuidado de Hong Chun-gi desde que era pequeña, actuando como su figura materna.                                                                              |
| Hong Kyung     | Choi Jung      | -                | Es el pintor más famoso de Gohwawon, con un extraordinario talento para pintar retratos. |
| Song Won-seok  | Moo Young      | -                | Es un guerrero y el escolta de Ha Ram. |
| Kim Hyun-mok   | Man Soo        | -                | Es el sirviente de Ha Ram. |
| Ko Kyu-pil     | Chung Ji-ki    | -                | Es el sirviente del Príncipe Anpyeong. |
| Bae Myung-jin  | Park Sa-ryuk   | -                | |
| Hong Jin-ki    | Cha Young-wook | -                | Es el mejor amigo de Hong Chun-gi. |
| Seo Myung-chan | Sage Maeng     | -                | |
| Jung Dong-geun | Han Myeong-hoi | -                | |
| Jo Won-hee     | Jung In-ji     | -                | |
| Choi Kwang-il  | Hong Eun-oh    | -                | |
| Jung Young-ki  | Kang Jun-bok   | -                | |
| Lee Ha-yool    | Moon Joong     | -                | |
| Lee Sang-woon  | Seo Gu-jung    | -                | |
| Park Seon-woo  | Kim Jung-seo   | -                | |

#### Seres sobrenaturales
| Actor         | Personaje    | N.º de episodios | Notas  |
| ------------- | ------------ | ---------------- | ------ |
| Moon Sook     | Sam Shin     | -                | [ 23 ] |
| Park Jung-hak | Kan Yoon-guk | -                |        |
| Jo Ye-rin     | Ho Ryeong    | -                |        |

### Otros personajes
| Actor          | Personaje     | N.º de episodios | Notas                                |
| -------------- | ------------- | ---------------- | ------------------------------------ |
| Choi Yoo-song  | Yoo Si-saeng  | -                |                                      |
| Baek Seo-yi    | Myung Wol     | -                |                                      |
| Ha Yul-ri      | Mae Yang      | -                | Es una gisaeng                       |
| Yang Hyun-min  | Jung Seon-nae | -                |                                      |
| Jang Won-hyung | Shim Dae-yoo  | -                |                                      |
| Kim Joo-young  | Lee Hyun-mo   | -                |                                      |
| -              | Ha Joong      | -                | Es el hijo de Ha Ram y Hong Chun-gi. |

### Apariciones especiales
| Actor          | Personaje     | Episodio(s) donde apareció | Notas |
| -------------- | ------------- | -------------------------- | --- |
| Choi Jong-won  | Ha Dam        | 11-12, 14-15               | Es un hombre misterioso que se encuentra prisionero en la prisión de Stone, más tarde se revela que en realidad es el abuelo de Ha Ram.. |
| Jeon Gook-hwan | Rey Yeongjong | -                          | Es el 3.er Rey de la dinastía Dan. |
| Kim Bup-rae    | Ma Wang       | 1                          | Es la voz del Rey Demonio (Demon King).                                                                                                  |
| Han Sang-jin   | Ha Seong-jin  | -                          | Es el padre de Ha Ram y el oficial en jefe del Marcial.                                                                                  |

## Episodios
La serie está conformada por dieciséis episodios, los cuales fueron emitidos todos los lunes y martes a las 22:00pm. (KST).

### Audiencia
Los números en color rojo indican las calificaciones más bajas, mientras que los números en azul indican las calificaciones más altas.
| Episodio | Título (Hangul)                                        | Fecha de emisión         | Participación promedio de audiencia | Participación promedio de audiencia | Participación promedio de audiencia |
| Episodio | Título (Hangul)                                        | Fecha de emisión         | AGB Nielsen                         | AGB Nielsen                         | TNmS                                |
| Episodio | Título (Hangul)                                        | Fecha de emisión         | Nacional                            | Seúl                                | Nacional                            |
| -------- | ------------------------------------------------------ | ------------------------ | ----------------------------------- | ----------------------------------- | ----------------------------------- |
| 1        | The Red Sky (붉은 하늘)                                | 30 de agosto de 2021     | 6.6% (10.ª)                         | 6.4% (8.ª)                          | 6.8% (10.ª)                         |
| 2        | The Divine Artist (신령한 화공)                        | 31 de agosto de 2021     | 8.8% (5.ª)                          | 8.5% (5.ª)                          | 7.2% (9.ª)                          |
| 3        | The Demon (마왕 魔王)                                  | 6 de septiembre de 2021  | 8.0% (7.ª)                          | 7.4% (6.ª)                          | 7.4% (7.ª)                          |
| 4        | The Red Thread of Fate (운명의 붉은 실)                | 7 de septiembre de 2021  | 9.6% (4.ª)                          | 9.1% (4.ª)                          | 8.4% (6.ª)                          |
| 5        | Maejukheon Painting Contest, Part 1 (매죽헌 화회 上)   | 13 de septiembre de 2021 | 9.7% (5.ª)                          | 9.5% (4.ª)                          | 7.8% (7.ª)                          |
| 6        | Maejukheon Painting Contest, Part 2 (매죽헌 화회 下)   | 14 de septiembre de 2021 | 10.2% (5.ª)                         | 10.3% (4.ª)                         | 8.6% (5.ª)                          |
| 7        | Reunion (재회)                                         | 27 de septiembre de 2021 | 9.3% (5.ª)                          | 8.9% (4.ª)                          | 7.9% (8.ª)                          |
| 8        | The Burned King's Potrait (불에 탄 왕의 초상)          | 28 de septiembre de 2021 | 8.9% (5.ª)                          | 8.7% (4.ª)                          | 7.7% (6.ª)                          |
| 9        | Physiognomy of The Immortal (불멸의 관상)(불멸의 관상) | 4 de octubre de 2021     | 9.6% (4.ª)                          | 9.3% (4.ª)                          | 7.4% (7.ª)                          |
| 10       | The Painter of The King's Potrait (어용화사)           | 5 de octubre de 2021     | 8.5% (5.ª)                          | 8.2% (4.ª)                          | 7.7% (6.ª)                          |
| 11       | The Ring of Fate (운명의 가락지)                       | 11 de octubre de 2021    | 8.8% (6.ª)                          | 8.4% (5.ª)                          | 7.1% (9.ª)                          |
| 12       | Fight To The Death (수사전 殊死戰)                     | 12 de octubre de 2021    | 8.8% (5.ª)                          | 8.4% (4.ª)                          | 7.6% (7.ª)                          |
| 13       | The Sealing Ceremony (봉인식 封印式)                   | 18 de octubre de 2021    | 8.9% (5.ª)                          | 8.9% (4.ª)                          | 8.2% (6.ª)                          |
| 14       | From the Jaws of Death (절처봉생 絶處逢生)             | 19 de octubre de 2021    | 9.3% (5.ª)                          | 9.0% (4.ª)                          | 7.9% (7.ª)                          |
| 15       | To Observe the Planets (추보 推步)                     | 25 de octubre de 2021    | 8.9% (5.ª)                          | 8.1% (4.ª)                          | 7.7% (7.ª)                          |
| 16       | Lovers of the Red Sky (붉은 하늘의 연인)               | 26 de octubre de 2021    | 10.4% (3.ª)                         | 10.0% (3.ª)                         | 8.6 (6.ª)                           |
| Promedio | Promedio                                               | Promedio                 | 7.6%                                | 7.3%                                | 7.8%                                |

## Música
El OST de la serie está conformado por las siguientes canciones:

### Parte 1
| N.º | Intérprete | Canción                | Letra                     | Música                    | Duración |
| --- | ---------- | ---------------------- | ------------------------- | ------------------------- | -------- |
| 1   | Baekhyun   | "Is it Me?" (나인가요) | Zeenan, OneTop y J.SEASON | Zeenan, OneTop y J.SEASON | 4:08     |
| 2   |            | "Is it Me?" (Inst.)    | -                         | Zeenan, OneTop y J.SEASON | 4:08     |

### Parte 2
| N.º | Intérprete | Canción                                           | Letra                                             | Música                                                 | Duración |
| --- | ---------- | ------------------------------------------------- | ------------------------------------------------- | ------------------------------------------------------ | -------- |
| 1   | Solar      | "Always, Be With You" (나는 그대고 그대는 나였다) | Kim Chang-rak, Kim Soo-bin (de AIMING) y J.SEASON | Kim Chang-rak, Kim Soo-bin (de AIMING) y Kwon Soo-hyun | 3:35     |
| 2   |            | "Always, Be With You" (Inst.)                     | -                                                 | Kim Chang-rak, Kim Soo-bin (de AIMING) y Kwon Soo-hyun | 3:34     |

### Parte 3
| N.º | Intérprete | Canción               | Letra                                          | Música                                         | Duración |
| --- | ---------- | --------------------- | ---------------------------------------------- | ---------------------------------------------- | -------- |
| 1   | Yang Da-il | "You & I" (그대와 나) | Zeenan, Spacecowboy (Park Sung-jin) y J.SEASON | Zeenan, Spacecowboy (Park Sung-jin) y J.SEASON | 4:28     |
| 2   |            | "You & I" (Inst.)     | -                                              | Zeenan, Spacecowboy (Park Sung-jin) y J.SEASON | 4:29     |

### Parte 4
| N.º | Intérprete | Canción                                                       | Letra                       | Música                                    | Duración |
| --- | ---------- | ------------------------------------------------------------- | --------------------------- | ----------------------------------------- | -------- |
| 1   | Ailee      | "When Your Tears Wet My Eyes" (너의 눈물이 나의 눈을 적실 때) | Choi Byung-chang y J.SEASON | J.SEASON, Choi Byung-chang y Kim Hyun-jun | 3:52     |
| 2   |            | "When Your Tears Wet My Eyes" (Inst.)                         | -                           | J.SEASON, Choi Byung-chang y Kim Hyun-jun | 3:52     |

### Parte 5
| N.º | Intérprete            | Canción                        | Letra                   | Música                  | Duración |
| --- | --------------------- | ------------------------------ | ----------------------- | ----------------------- | -------- |
| 1   | Punch (Bae Jin-young) | "As It Was A Lie" (거짓말처럼) | J.SEASON y Jeon Jun-kyu | J.SEASON y Jeon Jun-kyu | 3:58     |
| 2   |                       | "As It Was A Lie" (Inst.)      | -                       | J.SEASON y Jeon Jun-kyu | 3:58     |

### Parte 6
| N.º | Intérprete              | Canción                | Letra                     | Música                    | Duración |
| --- | ----------------------- | ---------------------- | ------------------------- | ------------------------- | -------- |
| 1   | Lee Soo (de MC the Max) | "A Long Sleep" (긴 잠) | Zeenan, OneTop y J.SEASON | Zeenan, OneTop y J.SEASON | 3:58     |
| 2   |                         | "A Long Sleep" (Inst.) | -                         | Zeenan, OneTop y J.SEASON | 3:58     |

### Parte 7
| N.º | Intérprete     | Canción                                 | Letra                   | Música                  | Duración |
| --- | -------------- | --------------------------------------- | ----------------------- | ----------------------- | -------- |
| 1   | Jeong Hyo-bean | "Moon With Starry Night" (달과 별의 밤) | J.SEASON y Yoon Jin-hyo | J.SEASON y Yoon Jin-hyo | 4:08     |
| 2   |                | "Moon With Starry Night" (Inst.)        | -                       | J.SEASON y Yoon Jin-hyo | 4:08     |

### Parte 8
| N.º | Intérprete     | Canción                        | Letra | Música                                    | Duración |
| --- | -------------- | ------------------------------ | ----- | ----------------------------------------- | -------- |
| 1   | Cho Cheong-gyu | "Rabbit and Liver" (토끼와 간) | -     | J.SEASON, Choi Byung-chang y Kim Hyun-Jun | 3:12     |
| 2   |                | "Rabbit and Liver" (Inst.)     | -     | J.SEASON, Choi Byung-chang y Kim Hyun-Jun | 3:13     |

## Premios y nominaciones
| Año  | Categoría                                                         | Premios              | Nominado(a)                 | Resultado |
| ---- | ----------------------------------------------------------------- | -------------------- | --------------------------- | --------- |
| 2021 | Top Excellence Award, Actress in a Miniseries Genre/Fantasy Drama | 2021 SBS Drama Award | Kim Yoo-jung                | Ganó      |
| 2021 | Excellence Award, Actor in a Miniseries Genre/Fantasy Drama       | 2021 SBS Drama Award | Ahn Hyo-seop                | Ganó      |
| 2021 | Excellence Award, Actor in a Miniseries Genre/Fantasy Drama       | 2021 SBS Drama Award | Gong Myung                  | Nominado  |
| 2021 | Best Supporting Actor in a Miniseries Genre/Fantasy Drama         | 2021 SBS Drama Award | Jo Sung-ha                  | Nominado  |
| 2021 | Best Supporting Actress in a Miniseries Genre/Fantasy Drama       | 2021 SBS Drama Award | Moon Sook                   | Nominada  |
| 2021 | Best Couple Award                                                 | 2021 SBS Drama Award | Ahn Hyo-seop y Kim Yoo-jung | Ganaron   |
| 2021 | Scene Stealer Award                                               | 2021 SBS Drama Award | Jo Ye-rin                   | Nominada  |
| 2021 | Best Character Award, Actor                                       | 2021 SBS Drama Award | Kwak Si-yang                | Ganó      |

## Producción
La serie está basada en "Hong Chun-gi" de Jung Eun-gwol. El drama también es conocido como "Hong Chun-gi", "Red Sky" y/o "Lovers of the Red Sky".
La serie fue dirigida por Jang Tae-yoo, mientras que el guion fue realizado por Ha Eun.
La producción está en manos de Han Jeong-hwan, Lee Gwang-soon y Seo Gyun, quienes contaron con el productor ejecutivo Hong Sung-chang (de la SBS). Mientras que la música estuvo a cargo de Jeon Chang-yeop.
El drama se desarrolla en lugares como Baek Yu Painting Group, el Gohwawon (una oficina gubernamental para pintores) y el Seomungwan (una organización gubernamental a cargo de la astronomía, la geografía, la previsión meteorológica, el calendario y el almanaque).
La primera lectura del guion fue realizada en noviembre de 2020 y el 8 de julio de 2021, la producción publicó las fotos de la lectura del guion. Mientras que el 26 de agosto del mismo año, se realizó la conferencia de prensa en línea donde asistieron los actores Ahn Hyo-seop, Kim Yoo-jung, Gong Myung Kwak Si-yang y el director Jang Tae-yoo.
La serie también cuenta con el apoyo de las compañías de producción StudioS (de la SBS) y Studio Taeyou, y es distribuida por la SBS.

### Distribución internacional
La serie también es distribuida a través de VIU TV y Viki.

### Recepción
El 5 de septiembre de 2021, Good Data Corporation compartió su nueva clasificación de los dramas y miembros del elenco que generaron más revuelo durante la semana. Las listas se compilaron a partir del análisis de artículos de noticias, publicaciones de blogs, comunidades en línea, videos y publicaciones en redes sociales sobre los dramas que están actualmente al aire o que saldrán al aire próximamente. La serie obtuvo el puesto número 5 dentro de la lista de dramas más comentados de la semana.
El 8 de septiembre del mismo año, Good Data Corporation compartió su nueva clasificación de los dramas y miembros del elenco que generaron más revuelo durante la semana. Las listas se compilaron a partir del análisis de artículos de noticias, publicaciones de blogs, comunidades en línea, videos y publicaciones en redes sociales sobre los dramas que están actualmente al aire o que saldrán al aire próximamente. La serie obtuvo el puesto número 2 dentro de la lista de dramas más comentados de la semana, mientras que los actores Ahn Hyo-seop y Kim Yoo-jung ocuparon los puestos 3 y 4 respectivamente dentro de los diez miembros del elenco más comentados de la semana.
El 16 de septiembre del mismo año, Good Data Corporation compartió su nueva clasificación de los dramas y miembros del elenco que generaron más revuelo durante la semana. Las listas se compilaron a partir del análisis de artículos de noticias, publicaciones de blogs, comunidades en línea, videos y publicaciones en redes sociales sobre los dramas que están actualmente al aire o que saldrán al aire próximamente. La serie obtuvo el puesto número 4 dentro de la lista de dramas más comentados de la semana, mientras que los actores Ahn Hyo-seop y Kim Yoo-jung volvieron a ocupar los puestos 3 y 4 respectivamente dentro de los diez miembros del elenco más comentados de la semana.
El 23 de septiembre del mismo año, Good Data Corporation compartió su nueva clasificación de los dramas y miembros del elenco que generaron más revuelo durante la semana. Las listas se compilaron a partir del análisis de artículos de noticias, publicaciones de blogs, comunidades en línea, videos y publicaciones en redes sociales sobre los dramas que están actualmente al aire o que saldrán al aire próximamente. La serie obtuvo el puesto número 3 dentro de la lista de dramas más comentados de la semana. Mientras que los actores Ahn Hyo-seop y Kim Yoo-jung ocuparon los puestos 3 y 4 respectivamente dentro de la lista de los mejores actores de drama que generaron más expectación en esa semana.
El 29 de septiembre del mismo año, Good Data Corporation compartió su nueva clasificación de los dramas y miembros del elenco que generaron más revuelo durante la semana. Las listas se compilaron a partir del análisis de artículos de noticias, publicaciones de blogs, comunidades en línea, videos y publicaciones en redes sociales sobre los dramas que están actualmente al aire o que saldrán al aire próximamente. La serie obtuvo el puesto número 6 dentro de la lista de dramas más comentados de la semana.
El 5 de octubre de 2021, Good Data Corporation compartió su nueva clasificación de los dramas y miembros del elenco que generaron más revuelo durante la semana. Las listas se compilaron a partir del análisis de artículos de noticias, publicaciones de blogs, comunidades en línea, videos y publicaciones en redes sociales sobre los dramas que están actualmente al aire o que saldrán al aire próximamente. La serie obtuvo el puesto número 3 dentro de la lista de dramas más comentados de la semana. Mientras que los actores Ahn Hyo-seop, Kim Yoo-jung y Gong Myung ocuparon los puestos 4, 5 8 respectivamente dentro de la lista de los mejores actores de drama que generaron más expectación en esa semana.
El 16 de octubre de 2021, Good Data Corporation compartió su nueva clasificación de los dramas y miembros del elenco que generaron más revuelo durante la semana. Las listas se compilaron a partir del análisis de artículos de noticias, publicaciones de blogs, comunidades en línea, videos y publicaciones en redes sociales sobre los dramas que están actualmente al aire o que saldrán al aire próximamente. La serie obtuvo el puesto número 2 dentro de la lista de dramas más comentados de la semana. Mientras que los actores Ahn Hyo-seop y Kim Yoo-jung ocuparon los puestos 3 y 4 respectivamente dentro de la lista de los mejores actores de drama que generaron más expectación en esa semana.
El 23 de octubre del mismo año, Good Data Corporation compartió su nueva clasificación de los dramas y miembros del elenco que generaron más revuelo durante la semana. Las listas se compilaron a partir del análisis de artículos de noticias, publicaciones de blogs, comunidades en línea, videos y publicaciones en redes sociales sobre los dramas que están actualmente al aire o que saldrán al aire próximamente. La serie obtuvo el puesto número 5 dentro de la lista de dramas más comentados de la semana. Mientras que los actores Ahn Hyo-seop y Kim Yoo-jung ocuparon los puestos 4 y 8 respectivamente dentro de la lista de los mejores actores de drama que generaron más expectación en esa semana.
El 30 de octubre de 2021, Good Data Corporation compartió su nueva clasificación de los dramas y miembros del elenco que generaron más revuelo durante la semana. Las listas se compilaron a partir del análisis de artículos de noticias, publicaciones de blogs, comunidades en línea, videos y publicaciones en redes sociales sobre los dramas que están actualmente al aire o que saldrán al aire próximamente. La serie obtuvo el puesto número 4 en la lista de dramas, más comentados de la semana. Mientras que los actores Ahn Hyo-seop y Kim Yoo-jung ocuparon los puestos 3 y 9 respectivamente dentro de los diez miembros del elenco más comentados de la semana.
El 2 de noviembre de 2021, Good Data Corporation compartió su nueva clasificación de los dramas y miembros del elenco que generaron más revuelo durante la semana. Las listas se compilaron a partir del análisis de artículos de noticias, publicaciones de blogs, comunidades en línea, videos y publicaciones en redes sociales sobre los dramas que están actualmente al aire o que saldrán al aire próximamente. La serie obtuvo el puesto número 2 en la lista de dramas, más comentados de la semana. Mientras que los actores Ahn Hyo-seop y Kim Yoo-jung ocuparon los puestos 1 y 3 respectivamente dentro de los diez miembros del elenco más comentados de la semana.